# Якумо-Мару
Якумо-Мару — транспортне судно, яке під час Другої світової війни брало участь у операціях японських збройних сил на Тихому океані.
Судно спорудили в 1919 році на верфі Ishikawajima Shipbuilding & Engineering в Айой для компанії Osaka Shosen, яка, зокрема, використовувала його на рейсах до Франції та Формози (Тайваню).
10—13 лютого 1932-го «Якумо-Мару» брало участь у перевезенні однієї з дивізій Імперської армії з японського порту Уджина до Шанхаю, де стався «Перший шанхайський інцидент». 1 березня судно здійснювало ще один рейс з військами на борту до Шанхаю, проте внаслідок зіткнення з іншим транспортом «Кінрю-Мару» зазнало значних пошкоджень та посаджене на мілину. Згодом «Якумо-Мару» поставили на плав та відремонтували.
У жовтні 1941-го судно реквізували для потреб Імперської армії Японії. Відомо, що серед його завдань у 1942 році було перевезення військ з Уджини до в'єтнамських портів Сайгон та Кап-Сен-Жак (наразі Хошимін та Вунгтау).
25 січня — 6 лютого 1944-го судно в конвої O-510 пройшло з японського порту Саєкі до Палау (великий логістичний хаб на заході Каролінських островів), а 12 березня воно у складі конвою «Вевак № 21» вийшло в рейс до Нової Гвінеї. 16 березня, коли конвой перебував за один день подорожі від порту Голландія (наразі Джаяпура), він був атакований літаками союзників, що виконували розвідувальний політ. Пошкоджене «Якумо-Мару» змогло прямувати далі від Голландії до Веваку (тут перебував найбільший японський гарнізон на Новій Гвінеї).
Надвечір 18 березня конвой прибув до Веваку, проте через бомбардування порту, яке вчинили ворожі кораблі, не зміг завершити розвантаження і вранці 19 березня вже був на шляху до Голандії. Японським кораблям вдалось уникнути зустрічі з п'ятьма американськими есмінцями, що тієї ж ночі здійснювали бомбардування Веваку, проте авіаційна розвідка знову виявила конвой. Останній став ціллю для двох потужних нальотів, у другому з яких узяло участь 89 бомбардувальників В-25 та А-20 під прикриттям винищувачів. Масована атака призвела до знищення конвою.
20 березня мисливець за підводними човнами CH-35 спробував розшукати вцілілих, проте знайшов лише одного моряка з «Якумо-Мару». Разом з «Якумо-Мару» загинули 62 члени екіпажу та 48 військовослужбовців, що перебували на борту.